# 塩原良和
塩原 良和（しおばら よしかず、1973年6月20日 - ）は、日本の社会学者。慶應義塾大学法学部教授。専攻は社会学・社会変動論、多文化主義研究、オーストラリア社会研究。
埼玉県生まれ。1996年慶應義塾大学法学部政治学科卒、2003年同大学院社会学研究科後期博士課程単位取得退学。2004年「「包摂」をこえて 1990年代から2000年代初頭のオーストラリアにおける公定多文化主義とその社会的文脈」で博士（社会学）。日本学術振興会海外特別研究員（シドニー大学客員研究員）、東京外国語大学准教授、慶應義塾大学法学部教授。

## 著書
- 『ネオ・リベラリズムの時代の多文化主義 オーストラリアン・マルチカルチュラリズムの変容』三元社 2005
- 『変革する多文化主義へ オーストラリアからの展望』法政大学出版局 サピエンティア 2010
- 『共に生きる 多民族・多文化社会における対話』弘文堂 現代社会学ライブラリー 2012
- 『分断と対話の社会学　グローバル社会を生きるための想像力』慶應義塾大学出版会 2017
- 『分断するコミュニティ』法政大学出版局 2017

### 共編著
- 『多文化交差世界の市民意識と政治社会秩序形成』関根政美共編 慶應義塾大学出版会 叢書21COE-CCC多文化世界における市民意識の動態 2008
- 『アジア系専門職移民の現在 変容するマルチカルチュラル・オーストラリア』石井由香,関根政美共著 慶應義塾大学出版会 2009
- 『社会学入門』竹ノ下弘久共編 弘文堂 2010
- 『非正規滞在者と在留特別許可 移住者たちの過去・現在・未来』近藤敦,鈴木江理子共編著 日本評論社 2010
- 『市民の外交 先住民族と歩んだ30年』上村英明,木村真希子共編著 市民外交センター監修 法政大学出版局 2013
- 『人の移動事典 日本からアジアへ・アジアから日本へ』吉原和男編者代表 蘭信三,伊豫谷登士翁,関根政美,山下晋司,吉原直樹共編 丸善出版 2013
- 『ナショナリズムとグローバリズム 越境と愛国のパラドックス』ワードマップ 大澤真幸,和田伸一郎,橋本努共著 新曜社 2014
- 『社会的分断を越境する　他者と出会いなおす想像力』青弓社 2017 稲津秀樹共編

### 翻訳
- ガッサン・ハージ『ホワイト・ネイション ネオ・ナショナリズム批判』保苅実共訳 平凡社 2003
- ガッサン・ハージ『希望の分配メカニズム パラノイア・ナショナリズム批判』御茶の水書房 2008
- ウマ・ナーラーヤン『文化を転位させる アイデンティティ・伝統・第三世界フェミニズム』監訳 川端浩平,冨澤かな,濱野健,山内由理子訳 法政大学出版局 サピエンティア 2010

## 論文
- ＜塩原良和